# Bogohuljenje
Bogohuljenje (ili latinska posuđenica blasphemare = Blasfemija koja pak potiče iz stargrčkog βλασφημέω, od riječi βλάπτω = "povrijeđujem" i φήμη = "ugled") označava korištenje imena Boga na način koji određena vjeroispovjest ili njeni predstavnici smatraju uvredljivim, neprikladnim ili nedopustivim.
Bogohuljenje podrazumijeva i svako suprotstavljanje određenoj religijskoj dogmi ili vjeri.
U povijesti i u nekim državama u sadašnjosti, bogohuljenje se kažnjava kao krivično djelo.
Psovke često sadrže i bogohulne riječi.

## Vanjske poveznice
- Catholic Encyclopedia - Blasphemy